# بریتنی پیرز
بریتنی سوزان پیرز (به انگلیسی: Brittany Susan Pierce) یک شخصیت در سریال موزیکال کمدی-درام شبکه رسانه‌ای فاکس گلی است. این شخصیت توسط هیثر موریس بازی شده‌است و اولین در قسمت دوم از فصل اول شومنس معرفی شد که این قسمت در ۹ سپتامبر ۲۰۰۹ پخش شد. بریتنی شخصیتی است خلق شده توسط رایان مورفی، برد فالکچاک، و یان برنن خلق شد. در گلی بریتنی یک هلهله‌چی و یکی از اعضای کلوپ گلی است که توسط ویل شوستر هدایت می‌شود. سازندگان سریال هنگامی که هیثر موریس را برای آموزش رقص به بازیگران استخدام کردند متوجه شدند که نیاز به یک هلهله‌چی سوم دارند و به او این نقش را دادند. بریتنی یک شخصیت دوجنس‌گراست و در ابتدا عاشق آرتی آبرامز می‌شود و سپس بعد از بهم زدن آن دو با سانتانا لوپز رابطه برقرار می‌کند. همچنین وی از نظر درسی ضعیف است و معدل وی در پایان سال آخر ۰٫۰ شد که به همین دلیل مجبور است دوباره سال آخر را طی کند.